# Clássica Aldeias do Xisto de 2017
A 1.ª edição da Clássica Aldeias do Xisto teve lugar em 12 de março de 2017. Faz parte do calendário UCI Europe Tour de 2017 em categoria 1.2. A corrida foi vencida pelo Espanhol Vicente García de Mateos (Louletano-Hospital de Loulé).

## Apresentação

### Equipas
| Equipes Continentais (6)- Louletano-Hospital de Loulé - Sporting-Tavira - Sparebanken Sør - Efapel - W52-FC Porto - LA Alumínios-Metalusa-BlackJack |
| |

## Classificações

### Classificação final
A corrida foi vencida pelo Espanhol Vicente García de Mateos (Louletano-Hospital de Loulé).
| \| Classificação geral \| Classificação geral \| Classificação geral \| Classificação geral \| Classificação geral \| \| Ciclista \| Ciclista \| Equipe \| Tempo \| \| \| ------------------- \| ------------------------ \| ------------------------------- \| ------------------- \| ------------------- \| \| 1. \| Vicente García de Mateos \| Louletano-Hospital de Loulé \| 3h58m34s \| \| \| 2. \| Rinaldo Nocentini \| Sporting-Tavira \| + 12s \| \| \| 3. \| Andreas Vangstad \| Sparebanken Sør \| + 15s \| \| \| 4. \| Sérgio Paulinho \| Efapel \| + 21s \| \| \| 5. \| Amaro Antunes \| W52-FC Porto \| + 21s \| \| \| 6. \| Jóni Brandão \| Sporting-Tavira \| + 24s \| \| \| 7. \| André Cardoso \| Trek-Segafredo \| + 27s \| \| \| 8. \| Edgar Pinto \| LA Aluminios-Metalusa-BlackJack \| + 29s \| \| \| 9. \| Frederico Figueiredo \| Sporting-Tavira \| + 29s \| \| \| 10. \| Tiago Machado \| Katusha-Alpecin \| + 29s \| \| |                          |                                 |          |
| |                          |                                 |          |
| Fonte: ProCyclingStats |                          |                                 |          |
| Classificação geral |                          |                                 |          |
| Ciclista | Ciclista                 | Equipe                          | Tempo    |
| 1. | Vicente García de Mateos | Louletano-Hospital de Loulé     | 3h58m34s |
| 2. | Rinaldo Nocentini        | Sporting-Tavira                 | + 12s    |
| 3. | Andreas Vangstad         | Sparebanken Sør                 | + 15s    |
| 4. | Sérgio Paulinho          | Efapel                          | + 21s    |
| 5. | Amaro Antunes            | W52-FC Porto                    | + 21s    |
| 6. | Jóni Brandão             | Sporting-Tavira                 | + 24s    |
| 7. | André Cardoso            | Trek-Segafredo                  | + 27s    |
| 8. | Edgar Pinto              | LA Aluminios-Metalusa-BlackJack | + 29s    |
| 9. | Frederico Figueiredo     | Sporting-Tavira                 | + 29s    |
| 10. | Tiago Machado            | Katusha-Alpecin                 | + 29s    |